# Dolichos tonkouiensis
Dolichos tonkouiensis là một loài thực vật có hoa trong họ Đậu. Loài này được Porteres miêu tả khoa học đầu tiên.